# Sharonville
Sharonville est une ville située dans les comtés de Butler et d'Hamilton, en Ohio, aux États-Unis.